# Cottus petiti
Cottus petiti је зракоперка из реда Scorpaeniformes и породице пешева (Cottidae). 

## Распрострањење
Ареал врсте је ограничен на једну државу. Француска је једино познато природно станиште врсте.

## Станиште
Станиште врсте су слатководна подручја.

## Угроженост
Ова врста се сматра рањивом у погледу угрожености врсте од изумирања.